# INSAS (instituto)
El Instituto Nacional Superior de Artes del espectáculo y técnicas de difusión (en francés: Institut national supérieur des arts du spectacle et des techniques de diffusion) Generalmente conocido bajo la sigla del Instituto Nacional Superior de Artes Escénicas (INSAS o siglas) se trata de una universidad de las artes de la Comunidad francesa de Bélgica. En él se enseña las técnicas relacionadas con el teatro, el cine y la radiodifusión. Con sede en Bruselas, la INSAS fue fundada en 1962 por Raymond Ravar, André Delvaux y Paul Anrieu.